# Dub, Prachatice
Dub là một chợ huyện thuộc huyện Prachatice, vùng Jihočeský, Cộng hòa Séc.